# Conus nimbosus
Conus nimbosus е вид охлюв от семейство Conidae. Видът не е застрашен от изчезване.

## Разпространение и местообитание
Разпространен е в Американска Самоа, Вануату, Индия (Тамил Наду), Коморски острови, Мадагаскар, Майот, Мозамбик, Папуа Нова Гвинея, Самоа, Сейшели, Сомалия и Шри Ланка.
Обитава пясъчните дъна на океани, морета и рифове.